# NGC 5972
NGC 5972 is een spiraalvormig sterrenstelsel in het sterrenbeeld Slang. Het hemelobject werd op 29 juni 1880 ontdekt door de Franse astronoom Édouard Jean-Marie Stephan.
Bij dit sterrenstelsel bevindt zich een zogenaamd Voorwerpje, een reflectienevel die vergelijkbaar lijkt te zijn met het Hanny's Voorwerp bij het sterrenstelsel IC 2497. In 2014 werd deze nevel samen met nog zeven andere reflectienevels die vergelijkbaar lijken te zijn onderzocht door William C. Keel et al.

## Synoniemen
- UGC 9946
- MCG 3-40-16
- ZWG 107.18
- PGC 55684